# Jerzy Teodor Lachowicz
Jerzy Teodor Lachowicz (ur. 23 października 1918 w Krakowie, zm. 15 sierpnia 1996 w Jeleniej Górze) – żołnierz AK, prawnik, polski polityk, opozycjonista w PRL i działacz społeczny.

## Życiorys
Ukończył prawo na Uniwersytecie Jagiellońskim. Od 1951 związany z Jelenią Górą. W latach 1952–1954 więzień stalinowski. Radca prawny wielu zakładów pracy w regionie jeleniogórskim. Od października 1980 doradca NSZZ „Solidarność” Ziemi Jeleniogórskiej. W stanie wojennym od 13 grudnia 1981 do 9 marca 1982 internowany w Kamiennej Górze i Darłówku. W latach 1982–1984 działał w podziemiu. Od 1989 był przewodniczącym Komitetu Obywatelskiego „Solidarność” w Jeleniej Gorze. W latach 1990–1994 był doradcą wojewody jeleniogórskiego Jerzego Nalichowskiego. W 1991 i 1993 kandydował do Senatu w okręgu jeleniogórskim z poparciem komitetów solidarnościowych, dwukrotnie zajmując trzecie miejsce z niewielką stratą do zwycięzców.